# 덤불 속의 검은 고양이
《덤불 속의 검은 고양이》(일본어: 藪の中の黒猫)는 1968년 개봉한 일본의 공포 영화이다. 신도 가네토가 감독과 각본을 맡았다.

## 같이 보기
- J호러